# Bill Irwin
William Mills Irwin, detto Bill (Santa Monica, 11 aprile 1950), è un attore, comico e mimo statunitense, noto soprattutto per aver interpretato Lou Lou Who ne Il Grinch.

## Biografia
Billy Irwin è un apprezzato interprete teatrale e per la sua interpretazione di George in Chi ha paura di Virginia Woolf? a Broadway ha vinto il Tony Award al miglior attore protagonista in uno spettacolo nel 2005
Nel 2008 ha preso parte al film Rachel sta per sposarsi.
Nel 2020 e 2021 ha impersonato il Kelpiano Su'Kal nella serie televisiva Star Trek: Discovery, sesta serie del franchise di fantascienza Star Trek, prendendo parte agli episodi della terza stagione Su'Kal e Quella speranza sei tu (seconda parte); è poi tornato nell'episodio Kobayashi Maru della quarta stagione.

## Filmografia

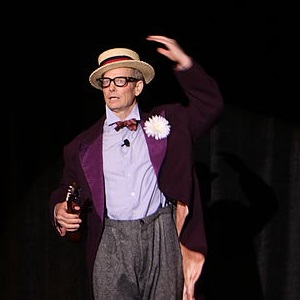
Bill Irwin nel 2013

### Cinema
- Popeye - Braccio di ferro (Popeye), regia di Robert Altman (1980)
- Cambiar vita (A New Life), regia di Alan Alda (1988)
- Otto uomini fuori (Eight Men Out), regia di John Sayles (1988)
- Il testimone più pazzo del mondo (My Blue Heaven), regia di Herbert Ross (1990)
- Storie di amori e infedeltà (Scenes from a Mall), regia di Paul Mazursky (1991)
- Hot Shots!, regia di Jim Abrahams (1991)
- A scuola di ballo (Stepping Out), regia di Lewis Gilbert (1991)
- Silent Tongue, regia di Sam Shepard (1993)
- Manhattan in cifre, regia di Amir Nederi (1993)
- Sister Act 2 - Più svitata che mai (Sister Act 2: Back in the Habit), regia di Bill Duke (1993)
- Illuminata, regia di John Turturro (1998)
- Biglietti... d'amore (Just the Ticket), regia di Richard Wenk (1999)
- Sogno di una notte di mezza estate (Midsummer Night's Dream), regia di Michael Hoffman (1999)
- Il Grinch (Dr. Seuss' How the Grinch Stole Christmas), regia di Ron Howard (2000)
- Igby (Igby Goes Down), regia di Burr Steers (2002)
- The Truth About Miranda, regia di Mark Malone (2004)
- The Manchurian Candidate, regia di Jonathan Demme (2004)
- Lady in the Water, regia di M. Night Shyamalan (2006)
- Dark Matter, regia di Shi-Zheng Chen (2007)
- Across the Universe, regia di Julie Taymor (2007)
- Rachel sta per sposarsi (Rachel Getting Married), regia di Jonathan Demme (2008)
- Higher Ground, regia di Vera Farmiga (2011)
- Interstellar, regia di Christopher Nolan (2014) - voce
- Dove eravamo rimasti (Ricki and the Flash), regia di Jonathan Demme (2015)
- Spoiler Alert, regia di Michael Showalter (2022)
- Rustin, regia di George C. Wolfe (2023)

### Televisione
- Saturday Night Live - programma televisivo, 1 episodio (1980)
- The Regard of Flight - film TV, regia di Gary Halvorson (1983)
- I Robinson (The Cosby Show) - serie TV, 1 episodio (1987)
- The Circus - film TV, regia di Ken Harrison e Calvin Skaggs (1990)
- Un medico tra gli orsi (Northern Exposure) - serie TV, 2 episodi (1991-1992)
- Sesamo apriti (Sesame Street) - serie TV, 23 episodi (1992-2009)
- Great Performances - serie TV, 1 episodio (1993)
- Tribeca - serie TV, 1 episodio (1993)
- The Adventures of Pete & Pete - serie TV, 1 episodio (1996)
- Una famiglia del terzo tipo (3rd Rock from the Sun) - serie TV, 1 episodio (1998)
- The Laramie Project - film TV, regia di Moisés Kaufman (2002)
- Law & Order: Criminal Intent - serie TV, 1 episodio (2006)
- Law & Order - I due volti della giustizia (Law & Order) - serie TV, 1 episodio (2008)
- Life on Mars - serie TV, 1 episodio (2008)
- CSI - Scena del crimine (CSI: Crime Scene Investigation) - serie TV, 9 episodi (2008-2011)
- The Good Wife - serie TV, 1 episodio (2011)
- Fuori dal ring (Lights Out) - serie TV, 8 episodi (2011)
- A Gifted Man - serie TV, 1 episodio (2011)
- Monday Mornings - serie TV, 10 episodi (2013)
- Law & Order - Unità vittime speciali (Law & Order: Special Victims Unit) - serie TV, 17 episodi (2013-2022)
- Elementary - serie TV, 1 episodio (2014)
- Blue Bloods - serie TV, 2 episodi (2014)
- South of Hell - serie TV, 8 episodi (2015)
- Sleepy Hollow - serie TV, 4 episodi (2015-2016)
- Confirmation - Una donna per la verità (Confirmation) - film TV, regia di Rick Famuyiwa (2016)
- Quarry - Pagato per uccidere (Quarry) - serie TV, 1 episodio (2016)
- Julie's Greenroom - serie TV, 2 episodi (2017)
- Doubt - L'arte del dubbio (Doubt) - serie TV, 2 episodi (2017)
- Legion - serie TV, 10 episodi (2017-2018)
- Star Trek: Discovery - serie TV, 2 episodi (2020)
- The Gilded Age – serie TV (2022-in corso)
- The Dropout - serie TV (2022)

### Video musicali
- Don't Worry, Be Happy, regia di Drew Takahashi,

## Doppiatori italiani
Nelle versioni in italiano delle opere in cui ha recitato, Bill Irwin è stato doppiato da:
- Roberto Draghetti in Sogno di una notte di mezza estate, Igby
- Antonio Sanna in Rachel sta per sposarsi, Rustin
- Gianni Giuliano in Blue Bloods, Spoiler Alert
- Luciano Roffi ne Il testimone più pazzo del mondo
- Rino Bolognesi in Hot Shots!
- Riccardo Rossi in Illuminata
- Edoardo Nordio in Law & Order - Unità vittime speciali
- Massimo Rossi ne Il Grinch
- Roberto Pedicini in CSI - Scena del crimine
- Oliviero Corbetta in Law & Order: Criminal Intent
- Gino La Monica in Lady in the Water
- Paolo Maria Scalondro in The Good Wife
- Francesco Prando in Confirmation - Una donna per la verità
- Franco Mannella in Legion
- Luca Dal Fabbro in Quarry - Pagato per uccidere
- Stefano Oppedisano in New Amsterdam
- Luca Biagini in The Dropout

Da doppiatore è sostituito da:
- Alessandro Quarta in Interstellar